# Starcraft II: Wings of Liberty
Starcraft II: Wings of Liberty är ett datorspel och den första av uppföljarna till Blizzards realtidsstrategispel Starcraft. Spelet släpptes den 27 juli 2010. Starcraft II:s flerspelarläge finns tillgängligt i en bantad version med exempelvis bara en ras, helt gratis. Blizzard avser att fortsätta stödja Starcraft II under flera år efter distributionen, precis som de gjorde med Starcraft.
Spelet kommer att delas upp i tre separata produkter och bilda en trilogi, baserade runt Terran, Zerg respektive Protoss. Det första spelet benämns som Starcraft II: Wings of Liberty, den andra som Starcraft II: Heart of the Swarm och det tredje som Starcraft II: Legacy of the Void.

## Spelsätt
Single-player kampanjen av Starcraft II har korrigerats avsevärt från det ursprungliga spelet. Spelet fokuserar på kapten Jim Raynor, en hederlig och ärlig man som är väl omtyckt av dem som är under hans befäl. Spelet har 29 spelbara uppdrag, varav tre är valmöjliga uppdrag samt också ett hemligt uppdrag. Även om varje genomspelning kommer att variera så kommer följden alltid bli oföränderlig. På olika uppdrag kommer man att tjäna pengar. Med dem kan man köpa specialenheter samt nya uppgraderingar för både byggnader och enheter.
Spelet har nästan alla enheter som det ursprungliga spelet, med nya uppgraderingar och förmågor. Vissa enheter kan nu vandra genom olika ogenomträngliga terränger, eller har förmågan att teleportera sig på korta sträckor. Singleplayerkampanjen finns i fyra svårighetsgrader: easy, medium, hard och brutal medan AI-motståndare i andra sammanhang finns i svårighetsgraderna very easy, easy, medium, hard, very hard och insane.

### Multiplayer
Starcraft II är utvecklat för att fokusera mer på flerspelar-aspekten, i jämförelse med det ursprungliga Starcraft. Förändringarna omfattar en allomfattande förbättring av Battle.net, ett nytt system med ligor för rankade spel samt ett nytt förenklat matchmaking-system, där spelaren kan tävla mot andra spelare med samma skicklighetsnivå. Spelaren kan också ge resurser till sina allierade efter 2 minuter under flerspelarmatchen. Spelet är för närvarande inställt på att ha högst åtta spelare per flerspelarmatch. Det finns totalt sexton spelarplatser, varav åtta av dem kan fyllas av spelare, resten blir observatörer. Upp till 12 spelare kan spela i anpassade spel (Custom Games).
När varje del av Starcraft II-trilogin släpps, kommer flerspelarläget att uppdateras avsevärt, på ett liknande sätt mellan Starcraft och Starcraft: Brood War.

## Utveckling
Den 19 maj 2007, på Blizzard Worldwide Invitational i Seoul, Sydkorea, offentliggjordes det att spelet är under utveckling till både Windows och Mac OS. Nyheter som tredimensionell grafik och realistisk fysik lovas. I en intervju gjord av MSNBC säger de dock att Starcraft II definitivt inte kommer släppas före 2008.
Den 10 oktober 2008 avslöjade Blizzard att Starcraft II skulle bestå av tre separata delar, alla med en kampanj som fokuserar på en av raserna. De skulle få namnen Wings of Liberty, Heart of the Swarm och Legacy of the Void, och fokusera på Terran, Zerg respektive Protoss.
Den 30 juni 2009 bekräftade Blizzard Entertainment att Starcraft II kommer att sakna stöd för multiplayerspel över lokalt nätverk; förkortat LAN.
Den 5 augusti 2009 tillkännagav Blizzard att Starcraft II: Wings of Liberty skulle försenas fram till första halvan av 2010.
Den 18 februari 2010 påbörjades en betatestningsperiod för multiplayerdelen av spelet.
Den 3 maj 2010 annonserade Blizzard att Starcraft II: Wings of Liberty skulle släppas den 27 juli 2010 i USA, Kanada, Europa, Sydkorea, Australien, Nya Zeeland, Ryssland, Mexiko, Singapore, Indonesien, Malaysia, Thailand, Filippinerna, Taiwan, Hongkong och Macau.

## Rollista
Över 58 röstskådespelare anställdes för att göra röst åt flera karaktärer i spelet.
- Robert Clotworthy - Jim Raynor
- Neil Kaplan - Tychus Findlay
- Brian Bloom - Matt Horner
- Tricia Helfer - Sarah Kerrigan
- James Harper - Arcturus Mengsk
- Fred Tatasciore - Rory Swann/Zeratul
- Scott Menville - Egon Stetmann
- Ali Hillis - Dr. Ariel Hanson
- Gary Anthony Williams - General Warfield/Tal'darim Executor
- Dave Fennoy - Gabriel Tosh
- Grey Delisle - Annabella "Nova" Terra
- Josh Keaton - Valerian
- Julianne Buescher - Adjutant
- Ricardo Molina - Ajendarro Ybarra
- Anna Vocino - Annabelle
- Patrick Seitz - Artanis
- Dan Gilvezan - Bralik/Lee Keno
- Blair Bess - Cooper/Donny Vermillion/Mike Liberty
- Rick D. Wasserman - Maar
- Armin Shimerman - Dr. Narud/Mohandar
- Jonathan David Cook - Earl/Urun
- Paul Eiding - Executor/Overmind
- Cree Summer - Executor Selendis
- John Giosa - Graven Hill
- Nika Futterman - Jessica Hall/Queen
- Jason Marsden - Kachinsky
- Guerin Barry - Karass
- Rachael MacFarlane - Kate Lockwell
- Keith Silverstein - Marcus Cade
- Kath Soucie - Mira Han
- Adam Bitterman - Orlan
- Michael Dorn - Tassadar

## Lansering

### Marknadsföring

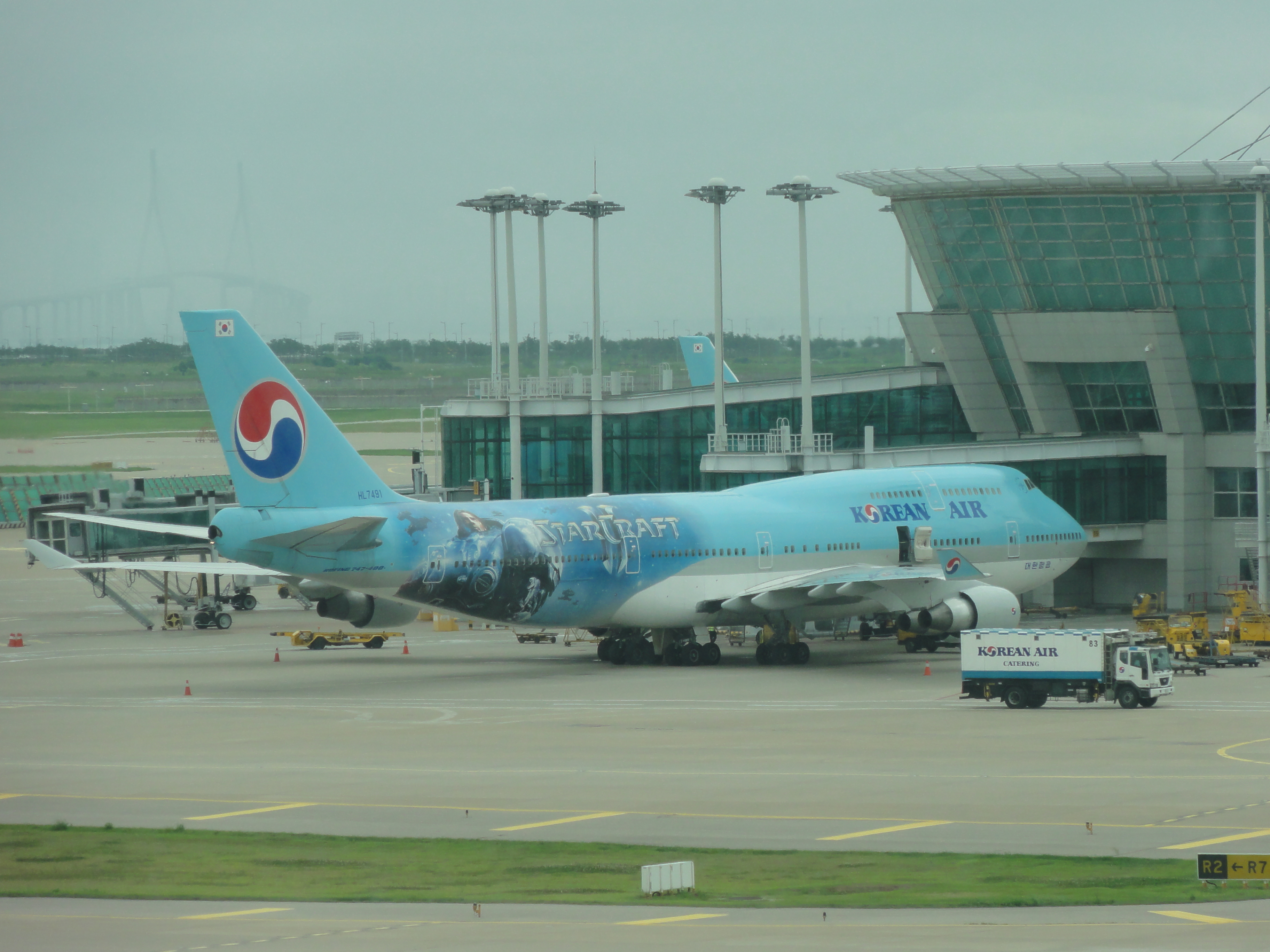
En Boeing 747 målad i marknadsföringssyfte. Bilden är tagen vid Incheons internationella flygplats.

Blizzard har ingått i ett 6-månaders samarbete med Korean Air där två stycken av företagets flygplan målats med Starcraft II-motiv. Flygplanen flyger rutter både nationellt inom Sydkorea och internationellt.

### Försäljning
Den 3 augusti 2010 tillkännagav Blizzard att Starcraft II sålt i mer än en miljon exemplar under den första dagen, vilket gör Starcraft II till det (hittills) mest sålda PC spelet år 2010. I slutet på dag 2 hade totalt 1,5 miljoner exemplar sålts, vilket enligt Blizzard dessutom gör StarCraft II till det snabbast säljande strategi-spelet genom tiderna

## Handling
I campaignläget får man följa före detta fältmarskalken Jim Raynor i hans inbördeskrig mot diktatorn Arcturus Mensk. Vid flera tidpunkter återspeglas händelserna i det första spelet. Efter att planeten 
Mar Sara har blivit occuperad av Zerg flyr Raynor och överlevande till Raynors flaggskepp, Hyperion. Där möter man bland andra kaptenen, Matthew Horner och därifrån leds inbördeskriget. Handlingen splittras nu i två delar då man i en av delarna ska hitta delar av en Artefakt som det tros kunna göra den infekterade Sarah Kerrigan till människa igen. Den andra delen handlar om att leda inbördeskriget mot Mensk och The dominion. Man får även på två ställen välja ett uppdrag av två. Det slutar med att Artefakten är byggd och att Sarah Kerrigan blir människa igen. Inbördeskriget fortsätter till nästa expansion, Heart of the Swarm